# Vitiligo

Fiatal vitiligós nő

A vitiligo (Leucopathia acquisita, foltos festékhiány, bőrfestékhiány), a bőr tartós, pigmenthiányos foltokkal járó rendellenessége, a pigmenttermelő melanociták működésének kiesése miatt. A vitiligo idiopatikus, azaz ismeretlen eredetű, más, külső okra vissza nem vezethető rendellenesség.
A leggyakrabban érintett testrészek az arc, a kézfej, a hónalj, a köldök, az anogenitális (végbélhez, nemi szervhez tartozó) rész körüli bőr, a térd, a könyök, a sípcsont feletti bőr. Az érintett bőrfelület fehér hatást kelt, konvex élei vannak, a foltok változó számban és kiterjedésben lehetnek jelen.
A vitiligo pontos oka ismeretlen, bár elméletek születtek magyarázatára. A betegség jelenleg nem gyógyítható, csak kezelési módszerek léteznek.

## Vitiligo – pigmenthiány
A bőr színének (pigmentjének) elvesztése, hiánya többféle betegség illetve ok miatt is bekövetkezhet: gombás fertőzés, sérülés, albinizmus, vitiligo stb.

### Mi a vitiligo?
A betegség orvosi és nemzetközileg használt megnevezése vitiligo. Magyarul (szerzett) pigmenthiánynak, foltos festékhiánynak vagy bőrfestékhiánynak nevezhetjük, német nyelvterületen „fehérfolt-betegség” (Weißfleckenkrankheit) néven is ismert. A betegség a Föld lakosságának körülbelül 1-2%-át érinti. Magyarországon mintegy 100-200 000 vitiligos beteg van, közöttük sok a gyermek.
A bőr festékhiányával járó betegség, nem fertőző, jelenleg nem gyógyítható. A pontos oka egyelőre ismeretlen, ezzel kapcsolatban csak feltételezések vannak. 

Kezelési módszerek léteznek, melyek esetleg segíthetnek csökkenteni vagy megszüntetni a pigmenthiányt, egyes esetekben azonban semmilyen kezelési módszer nem javít a beteg állapotán.
A vitiligo során a bőr foltokban veszíti el eredeti barnaságát, s ezeken a helyeken teljesen pigmentmentes, fehérnek tűnő bőr marad. E fehér foltok bármely életkorban jelentkezhetnek, sőt előfordul, hogy valaki ilyen foltokkal születik.

### A foltok növekedése, stabilitása
A foltok egyes esetekben állandó méretűek maradnak, de többnyire lassú növekedést mutatnak, ami néha évekre vagy véglegesen megáll, néha rohamossá válik. Ritka esetben a teljes testfelületen szétterjed és teljes pigmentvesztést okoz.

A foltok a test bármely pontján megjelenhetnek, de leggyakrabban a kezeken, a végbél- és nemi szervek környékén és az arcon keletkeznek először. A legtöbb esetben a foltok elhelyezkedése a test két oldalán nagyjából szimmetrikus. Nem ritka eset, hogy a pigmenthiányos foltban a szőrzet is elveszti a színét.
A kívülállók a riasztó foltok és az ismerethiány miatt gyakran gondolják azt, hogy a vitiligo fertőző betegség, és ennek megfelelően reagálnak. Ez rendkívül megnehezíti a vitiligos betegek életét, mindennapjait. Különösen a gyermekeknek és a tinédzsereknek jelenthet nagy lelki terhet ez a betegség, és ez kihat a szülőkre, hozzátartozókra is.
A vitiligo gyakran családi halmozódást mutat. Számos eset ismert, amikor családon belül, vérrokonok körében többen is érintettek a betegségben, ez pedig nyilvánvalóan arra utal, hogy a vitiligora való hajlam bizonyos fokig örökölhető.
A vitiligoban szenvedő emberek nagy része jó általános egészségi állapotnak örvend, ám maga a betegség – ártalmatlansága ellenére – másodlagos veszélyeket rejt (gyors leégés a napon, amely esetleg növelheti a bőrrák kialakulásának kockázatát), a hétköznapokban pedig nem csekély lelki terhet jelent a foltok elviselése, amelyek gyakran rendkívül elcsúfítják az érintetteket, s ez esetenként nagyon megnehezíti személyes kapcsolatok kialakítását, az álláskeresést, társkeresést, a közösségekbe való beilleszkedést, a mindennapi életet.
A vitiligot társbetegségek is kísérhetik, például pajzsmirigybetegség, savhiányos gasztritis, Diabetes mellitus (cukorbetegség), Addison-kór (idült, elsődleges mellékvesekéreg-elégtelenség), Anaemia perniciosa (vészes vérszegénység) stb.
Vitiligonál a bőrgyógyász illetve a szakorvosok feladata az esetleges társbetegségek, gócok, hiányállapotok felderítése és kezelése. 

A vitiligo semmi esetre sem tekinthető egyszerű kozmetikai problémának, ez egy valódi megbetegedés – annak ellenére, hogy bőrgyógyászok és orvosok egy része csak szépséghibának, esztétikai problémának tekinti a vitiligot.
Igen ritka esetben a vitiligo spontán "gyógyul" (tünetmentessé válik), anélkül, hogy a beteg bármit tett, vagy életvezetésén bármit változtatott volna ennek érdekében.

## A vitiligo oka
A vitiligo pontos oka egyelőre ismeretlen, eddig csupán elméletek születtek ezzel kapcsolatban. A súlyosabb betegségekhez hasonló méretű kutatása sehol a világon nem is folyik. Nem ismert olyan rendellenesség, amely mindig együtt járna a vitiligóval. A betegség okára vonatkozó jelenlegi elméletek:
- A legszélesebb körben elfogadott[forrás?] hipotézis szerint a vitiligo autoimmun-betegség, vagyis a test védekezőrendszere maga pusztítja el a melanocitákat, valamilyen okból idegennek ítélve őket. A melanociták autoimmun szétbomlasztásával jellemzett vitiligo lefolyásának alapjaként a CD8+ citotoxikus T-sejtek a melanocita-fehérjék ellen aktiválódnak, és ennek megfelelően a bőrbe vándorolva melanocita-specifikus sejtpusztító immunválaszt biztosítanak.
- Megfigyelték, hogy a vitiligo gyakran jelenik meg komoly lelki trauma után, vagy hosszabban tartó súlyos lelki terhelés során. Ehhez kapcsolódik az az elképzelés, hogy abnormálisan működő idegsejtek olyan mérgező anyagokat termelnek, amelyek károsítják a melanocitákat, s így azok mintegy „mérgezésben” pusztulnak el.
- Egy további feltevés szerint a melanint előállító sejtekben a pigment-előállítás melléktermékeként keletkezik a sejteket belülről tönkretevő méreg.

## A vitiligo kezelése
A vitiligo jelenleg nem gyógyítható. Bizonyos kezelési módszerek léteznek, melyek esetleg segíthetnek csökkenteni vagy megszüntetni a pigmenthiányt. Egyes esetekben semmilyen kezelési módszer nem javít a beteg állapotán. A pigmenthiány kezelésére számtalan anyaggal, számtalan módon, számos eljárás ismert. Ezek hatásfoka és tartóssága azonban általában rendkívül alacsony. Egy-egy folt eltűnik, de másutt jön helyette egy (gyakran több) másik. A betegek számára reális, elfogadott alternatíva, hogy nem alkalmaznak semmiféle kezelést. A kezeléssel megpróbálkozó betegek bőrgyógyásszal közösen választhatják meg a kezelési módját. Bőrgyógyász végzi a diagnózis felállítását és a kezelés felügyeletét.

## Híres emberek vitiligoval

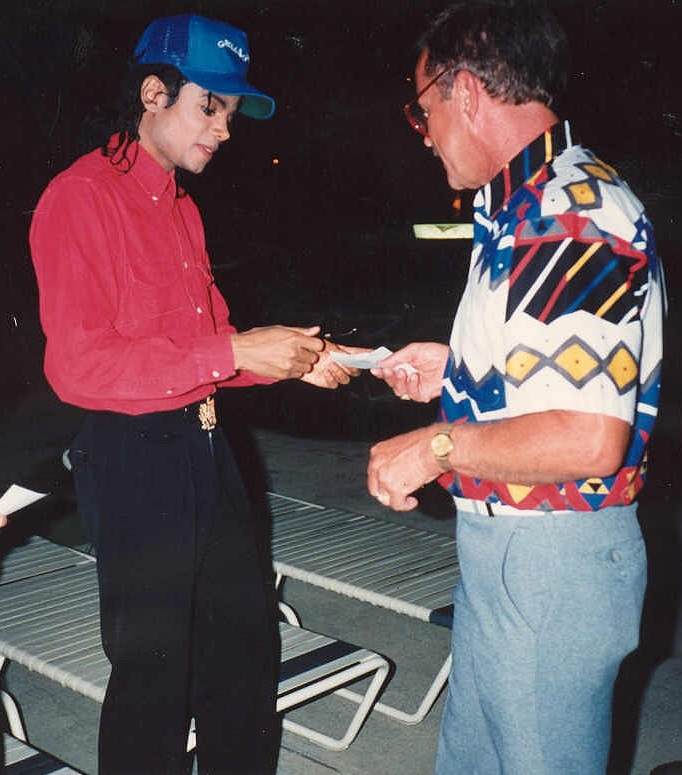
Michael Jackson két évvel azután, hogy megállapították vitiligobetegségét

- Arthur Wright – táncos. Könyve: Color Me White: The Autobiography of a Black Dancer Who Turned White
- Lee Thomas – riporter, újságíró. Könyvet írt a vitiligoról: Turning White: A Memoir of Change
- Krizz Kaliko – énekes/rapper (VITILIGO című album és dal)
- Michael Jackson – amerikai popsztár
- Sisqó – énekes
- Steve Martin – színész
- Dudley Moore – színész
- Édouard Philippe – politikus
- Winnie Harlow – topmodell
- Eddie Panlilio – lelkész
- David Dastmalchian – színész
- Fez Whatley – tv-sztár
- Graham Norton
- Tiffany Cameron – jamaicai labdarúgó
- Hedvig Lindahl – svéd labdarúgó
- Hollie Mary Combs – színésznő
- J. D. Runnels
- Joe Rogan – komikus, színész
- John Henson – komikus
- Kara Louise
- Rasheed Wallace – kosárlabdázó
- Richard Hammond
- Rigo Tovar – mexikói énekes
- Tempestt Bledsoe – színésznő
- Thomas Lennon – színész, rendező
- Yvette Fielding – színésznő
- Liam J. Holland – brit rendező
- Amitábh Baccsan indiai színész
- Bryan Danielson – pankrátor
- Doc Hammer – művész
- Rumli Bátya – rajzfilmszereplő (Neki revitiligoja van, ami a vitiligo fordítottja, vagyis ő a fehérségét vesztette el).
- Thanh Thai Nguyen – amerikai római katolikus püspök